# Curt Schilling
Curtis Montague Schilling (Anchorage, 14 de novembro de 1966) é um ex-jogador americano de beisebol.
Em 2001, com o Arizona Diamondbacks, compartilhou o prêmio de MVP da Série Mundial com seu colega de equipe Randy Johnson. No Red Sox, foi um dos alicerces do time na conquista da Série Mundial de 2004. Ficou marcado pela vitória em 19 de outubro, no Jogo 6 das finais da Liga Americana contra o New York Yankees, quando jogou mesmo com uma lesão no tornozelo e sentindo muita dor, ficando famosa a imagem de sua meia branca manchada de sangue. Voltou a ser campeão da Série Mundial com o Red Sox em 2007. Com uma marca de 11v-2d em playoffs, Schilling é largamente considerado um dos melhores arremessadores em pós-temporada na história do beisebol. Schilling se aposentou depois da temporada de 2007.